# Anastassia Angioi
Anastassia Angioi (ur. 28 kwietnia 1995) – włoska lekkoatletka specjalizująca się w skoku w dal.
W 2011 została wicemistrzynią świata juniorek młodszych oraz zajęła dziewiątą lokatę podczas olimpijskiego festiwalu młodzieży Europy. W 2012 zajęła 12. miejsce w finale mistrzostw świata juniorów w Barcelonie.
Medalistka seniorskich mistrzostw Włoch ma w dorobku jeden srebrny medal (Turyn 2011). 
Rekord życiowy: 6,49 (17 czerwca 2012, Sassari). 

## Osiągnięcia
| Rok  | Impreza                                    | Miejsce         | Pozycja     | Wynik |
| ---- | ------------------------------------------ | --------------- | ----------- | ----- |
| 2011 | Mistrzostwa świata juniorów młodszych      | Lille Metropole | 2. miejsce  | 6,17  |
| 2011 | Letni olimpijski festiwal młodzieży Europy | Trabzon         | 9. miejsce  | 5,68  |
| 2012 | Mistrzostwa świata juniorów                | Barcelona       | 12. miejsce | 6,08  |